# Heinrich Meisner (Literaturhistoriker)
Heinrich Benno Meisner (* 4. August 1849 in Jauer, Niederschlesien; † 7. März 1929) war ein deutscher Literaturhistoriker, Bibliothekar und Herausgeber.

## Leben
1874 wurde er Bibliothekar an der königlichen Bibliothek in Berlin, 1894 Oberbibliothekar ebenda, 1905 Professor und 1908 Direktor der königlichen Staatsbibliothek Berlin. 1891 war er Begründer und Vorsitzender der „Literaturarchiv-Gesellschaft“ in Berlin.

## Schriften (Auswahl)
- mit Johannes Luther: Die Erfindung der Buchdruckerkunst. Zum 500. Geburtstage Johann Gutenbergs. Bielefeld 1900, OCLC 947140289.
- Ernst Moritz Arndt als patriotisches Vorbild. Berlin 1915. urn:nbn:de:101:1-2014011613402
- Die Litteraturarchiv-Gesellschaft während der fünfundzwanzig Jahre ihres Bestehens 1891–1916. Ein Überblick. Berlin 1916, OCLC 251798710.
- Schleiermacher als Mensch. Sein Werden und Wirken. Familien- und Freundesbriefe. Gotha 1923. doi:10.25673/36928
- Schleiermachers Lehrjahre. Berlin 1934, OCLC 1171217869.